# جامعة أوديسا الوطنية البحرية
جامعة أوديسا الوطنية البحرية (بالأوكرانية: Одеський Національний Морський Університет) , وهي إحدى الجامعات الرصينة في أوكرانيا واحدة من المؤسسات العلمية تقع في مدينة أوديسا تأسست الجامعة عام 1930 كانت معهد لهندسة النقل المائي وفي عام 1945 تم تغيير اسم المعهد إلى «معهد أوديسا لمهندسي الأسطول البحري» إلى أن أصدر مجلس الوزراء أوكرانيا قرارا في العام 1994 ، ينص على تغيير اسم المعهد إلى «جامعة أوديسا الوطنية البحرية».
وتعتبر جامعة أوديسا الوطنية البحرية جامعة حديثة ذات مستوى تعليمي عالي في المجال البحري. يدرس في الجامعة نحو 1350 طالب أجنبي من 73 دولة حول العالم.
وتتمتع الجامعة بعضوية الاتحاد الدولي للجامعات، والاتحاد الأوروبي للجامعات، واتحاد جنوب شرقي أوروبا للبحوث في مجال النقل

## الكليات
- علوم الكمبيوتر
- هندسة السفن
- الهندسة البحرية
- إدارة الاعمال
- الاقتصاد
- هندسة النقل
- القانون
- الهندسة الميكانيكية
- الدراسات العليا
- هندسة التحكم
- الكلية التحضيرية